# Sarajevo Pacified
|  | Denne artikel er oprettet af botten Steenthbot ud fra en ekstern database. Den kan derfor have sproglige fejl eller mangler. Denne skabelon kan fjernes efter kontrol af indholdet. |

Sarajevo Pacified er en dansk kortfilm fra 2007 instrueret af Andreas Bøggild Monies.

## Handling
Emira og Adis overlevede begge belejringen af ??Sarajevo under borgerkrigen i det tidligere Jugoslavien. Nu, mere end 10 år senere, fortæller Emira, 28 år og Adis, 26, om livet som teenager i en krigszone, og hvordan det har påvirket dem. Interviewene i filmen varierer med skud - til tider meget brutale - fra krigens barske virkelighed, både fra de officielle arkiver såvel som private optagelser fra mennesker, der boede i krigszonen. Med sit unikke sprog og stærke intensitet Sarajevo er Pacified en rejse gennem de to unges minder - minder de sjældent deler med andre.

## Medvirkende
- Adis Djapo
- Radovan Karadzic
- Emira Mesanovic